# شامفرومیه
شامفرومیه (به فرانسوی: Champfromier) یک کمون‌های فرانسه در فرانسه است که در canton of Bellegarde-sur-Valserine واقع شده‌است.

## خصوصیات
شامفرومیه ۳۲٫۴۰ کیلومترمربع مساحت و ۶۵۳ نفر جمعیت دارد و ۶۴۶ متر بالاتر از سطح دریا واقع شده‌است.